# Domingo en llamas
Domingo en llamas (Domingo em lumes) foi uma banda venezuelana formada em Caracas em 2005 por José Ignacio Benítez, único membro constante.

## História
Os antecedentes da banda remontam-se a um projecto prévio de José Ignacio Benítez chamado Master Gurú, que conseguiu certa fama ao ganhar a edição do Festival Nuevas Bandas em 2003, se separando pouco depois disto, em 2004.
Entre 2005 e 2014 Domingo en llamas editou doze álbuns de maneira independente, quatro destes publicados em 2014 simultaneamente, nos que colaborou com Juanma Trujillo e Simón Hernández, bem como acreditou a participação de diferentes alter egos de si mesmo. Interpretou-os no Festival de Cantautores, num concerto no Centro Cultural Chacao em junho de 2016.
Em 2017 a banda anunciou via Facebook sua separação pela crise económica venezuelana e a continuação de Benítez em futuros projectos, entre os que se incluíam a estréia do álbum Pajarera vertical com Gustavo Guerreiro, então diretor musical de Natalia Lafourcade, e com Laura Guevara.

## Estilo musical
O projecto abarcou uma ampla faixa de géneros que vão desde o folk, rock, jazz, blues, synth pop e ritmos tradicionais venezuelanos. O meio Analítica definiu sua música como «poesia rock e psicodelia tropical de alto impacto emocional».
A nível lírico, algumas das composições de Benítez são declamadas. Na canção Recuerdos de la democracia a letra repassa a história dos últimos quarenta anos do século XX em Venezuela.

## Álbuns
- Domingo en llamas (2005)
- Ciudades sumergidas (2006)
- Historias de disociados y proscritos (2006)
- Desiertos canónicos do folklore (2007)
- Color de presencia (2007)
- Fledermaus (2008)
- Truccatore (2009)
- Harto tropical (2010)
- El clan de las luces (2014)
- Canciones sobre un éxtasis de harta contemplación (2014)
- Adolfo Prieto 232 (2014)
- Nicanor (2014)